# Gian Paolo Borghetti
Gian Paolo Borghetti, korsykański: Ghjuvan-Paulu Borghetti, francuski: Jean-Paul Borghetti (ur. 23 czerwca 1816, zm. 4 listopada 1897) – korsykański pisarz, poeta i polityk. Opisywany jako „jeden z największych korsykańskich poetów piszących po włosku”, oraz „jeden z najbardziej błyskotliwych korsykańskich intelektualistów XIX wieku”.

## Wczesny okres życia
Gian Paolo Borghetti urodził się 23 czerwca 1816 roku w Talasani na Korsyce, w jednej z najznamienitszych rodzin regionu Tavagna. Jej członkowie, spokrewnieni z Luiggim Giafferim, wyróżnili się szczególnie za panowania króla Teodora oraz w epoce Pasquale Paoli. Borghetti studiował medycynę w Pizie w okresie 1835–1839, a po uzyskaniu dyplomu wrócił na Korsykę. W 1841 roku wstąpił do marynarki francuskiej jako chirurg okrętowy. Pełniąc tę funkcję, pływał po Morzu Śródziemnym i Oceanie Atlantyckim do początku 1848 roku.

## Kariera polityczna
Po rozpoczęciu Rewolucji Lutowej zrezygnował ze swojego stanowiska i zamieszkał w Bastii, gdzie uaktywnił się na arenie politycznej. W dużym stopniu pod wpływem książki, Histoire des Girondins, Borghetti stał się wielkim miłośnikiem Lamartine’a. W pierwszych wyborach, w których obowiązywało uniwersalne (męskie) prawo wyborcze w dniach 13–14 maja 1849, został wybrany na stanowisko Conseiller General w rodzinnym kantonie Pero-Casevecchie. Nie należąc do osób, które łatwo zrezygnowałyby ze swoich ideałów, szybko rozczarował się, dostrzegając intrygi polityczne i kunktatorstwo, dominację indywidualnych interesów nad dobrem ogółu. Pozwolił, żeby na stanowisku zastąpił go jeden z jego przyjaciół, wywodzący się z Justice of the Peace (Sprawiedliwość Pokoju), Octavian Renucci, który piastował je aż do Second Empire (Drugiego Imperium). Po zamachu stanu 2 grudnia 1851 roku Borghetti wycofał się z życia publicznego. W okresie 1849–1970 działał w opozycji wobec reżimu. W przeciwieństwie do wielu innych osób w jego sytuacji nie został skazany na wygnanie, jednak często podlegał prześladowaniom ekonomicznym. Po klęsce Drugiego Imperium w 1870 roku, Borghetti ponownie nawiązał współpracę z władzami i został wybrany (w Ajaccio) szefem sztabu nowego prefekta, Domenicu Francesco Ceccaldi.

## Dziennikarstwo
W 1848 roku uczestniczył w powstawaniu czasopisma Progressive de la Corse (w Bastii), rok później założył swoją własną gazetę La Corsica, wydawaną w języku włoskim, co zwiększało jej zasięg społeczny. Gazeta jawnie krytykowała politykę zagraniczną Louisa Napoleona, co doprowadziło do jej zamknięcia po ukazaniu się zaledwie kilku kolejnych numerów.
Później Borghetti został redaktorem naczelnym Le Golo (1869), Bulletin Officiel de la Corse (1870–1871), La Republique (1971–1872), La Solidarite (1879–1885) i Colombo, założył czasopisma Le Republician de la Corse (1871), Le Democrate de la Corse (1871) i
La Concorde (1880).

## Poezja
Chociaż aktywność zawodowa i polityczna często dominowała nad pracą literacką, obecnie Gian Paolo Borghetti jest znany przede wszystkim jako jeden z największych korsykańskich poetów piszących po włosku.
Większość jego utworów poetyckich było inspirowanych republikańskimi przekonaniami poety. W 1848 roku napisał canto lirico na cześć Lamartine’a, którego bardzo podziwiał.
W nagrodę za ten utwór otrzymał osobiste podziękowania od premiera tymczasowego rządku Drugiej Republiki. W tym samym roku wychwalał nową Republikę w sześciowierszowym poemacie zatytułowanym Alla Libertà, którego pierwsza zwrotka wykazuje oczywistą analogię z Marsylianką (La Marseillaise). Borghetti mówi w niej o gorzko odzyskanej wolności, która może wkrótce rozszerzyć się na inne ludy w Europie, począwszy od sąsiednich Włoch.
Innym ważnym źródłem inspiracji było il Risorgimento. W 1859 roku opublikował dzieło A Vittorio Emanuele II na cześć Wiktora Emanuela II oraz jeden ze swoich najważniejszych poematów, 1018 wersję Giuseppe Garibaldi (episodio della guerra per l’indipendenza italiana), po raz pierwszy opublikowany w 1927 roku, który w oryginalny sposób przyczynił się do powstania mitu Garibaldiańskiego. Do nie najmniejszych jego osiągnięć w tej dziedzinie było skomponowanie wersji Camicia rossa garibaldina, za którą Garibaldii podziękował mu osobiście.
W maju 1869 roku w celu upamiętnienia stulecia bitwy o Ponte Novu (w której walczył
i został poważne ranny jego dziadek) opublikował, w kilku cotygodniowych odsłonach
w Bastii, Phare de la Corse, obszerny poetycki fresk, składający się z czternastu pieśni, zatytułowany Pasquale Paoli.

## Inne aktywności
W latach 1870–1871 Borghetti był ministerialnym archiwistą Korsyki oraz redaktorem naczelnym Bulletin Officiel de la Corse. W okresie 1878–1894 kierownikiem Public Health (systemu publicznej opieki zdrowotnej) w Bastii.
W grudniu 1880 roku był jednym z założycieli La Societe des Sciences historiques et naturelles de la Corse, a następnie jego sekretarzem przez kolejnych 15 lat.

## Idee polityczne, osobista filozofia i osobowość
Jako zdeklarowany republikanin, Gian Paolo Borghetti był w równym stopniu inspirowany tradycją chrześcijańską i humanistyczną. Podzielał idee polityczne Giuseppe Mazziniego: Bóg i Naród, Ludzkość i Republika. W pierwszym wydaniu La Corsica, czasopisma założonego w 1849 roku Borghetti zaprezentował swoim czytelnikom długą refleksję zatytułowaną La Repubblica e la religione cristiana, w której wykazał wszystkie podobieństwa między nauczaniem Chrystusa a proponowanym przez nową Republikę.
Pod względem politycznym oscylował pomiędzy pragnieniem zobaczenia swojej wyspy pozostającej we Francji i przekształconej w federację a chęcią, aby Korsyka zintegrowała się pod specjalnymi rządami z hipotetyczną „Federalną Republiką Włoch”. Spędziwszy większość życia na walce o posługiwanie się językiem włoskim i doradzaniu przyłączenia się Korsyki do Włoch, w 1870 roku Borghetti stał się zaciekłym obrońcą Francji i Republiki Korsykańskiej przed tymi (m.in. Henri Rochefort i Georges Clemenceau), którzy po Bitwie o Sedan chcieli przyłączyć Korsykę do Włoch. Stałymi elementami w życiu Borghettiego były, niezmiennie, jego miłość do Korsyki i nie mniej silne przywiązanie do idei demokracji jako jedynej formy rządzenia przystającej do nowoczesnych idei politycznych, których filarami były powszechność, wolność i sprawiedliwość.
Jego cechu charaktery opisywano w następujący sposób: „jednocześnie impulsywny i sztywny, często przesadny, ponieważ jego polemiczne ruchy często były zdecydowane. Był jednak szczery i bezstronny, nawet, jeżeli jego poglądy były ekstremalne, a ich ekspresja w niewielkim stopniu podatna na kompromis”. Ciesząc się wielką popularnością na północy Korsyki i posiadając wiele przydatnych powiązań politycznych na jej południu, Borghetti mógłby aspirować do kariery państwowej zamiast ograniczać się do stanowiska Conseiller General w wyborach w 1849 roku oraz osiągnąwszy tę pozycję, mógłby z łatwością wykorzystać ją do osobistego awansu w społeczeństwie, które nie tylko by to zaakceptowało, ale nie oczekiwałoby niczego ponadto od osób sprawujących funkcje publiczne. Jednak w obydwu przypadkach wybierał interes ogółu, a nie osobiste korzyści.

## Życia osobiste i lata końcowe
Ze swoją pierwszą żoną, Pauline Hyacinthe Salvatelli, która zmarła w 1862 roku, Borghetti miał trzech synów i pięć córek. W 1878 roku poślubił Delphine Louise Ciavaldini, z którą miał kolejne trzy córki i jednego syna. Wszyscy synowie i cztery z jego córek zmarły za jego życia. W październiku 1868 roku stracił swojego drugiego syna Eugenio, który miał zaledwie dwadzieścia lat. Ta tragiczna strata stała się inspiracją jego poematu In morte di mio figlio Eugenio.
W 1894 roku Borghetti utracił pozycję, którą miał od 1878 roku jako kierownik Zdrowia Publicznego (Public Health) w Bastii, kiedy David Raynal, Minister Spraw Wewnętrznych Rządu Jeana Casimira-Periera, uważanego przez radykałów i socjalistów za przywódcę reakcji (president de la reaction) wyraził swoje zdziwienie faktem, że „Opieka zdrowotna w Bastii została powierzona wrogowi Francji!”. Dla Borghettiego był to początek strasznej starości, którą przeżył na granicy ubóstwa. Zmarł w Bastii 4 listopada 1897 roku w najgłębszym zapomnieniu. Na jego pogrzeb, który odbył się w małej kapliczce Capannelle, przyszło niewiele osób.

### Poezja
- Il Poeta esule italiano. Bastia: stamp. Fabiani. 1847. p. 30.
- A Niccolò Tommasèo, canto di G. P. Borghetti. Bastia: Fabiani. 1847. p. 10.
- A Lamartine, Canto lirico di G. P. Borghetti. Bastia: Leonetti. 1848. p. 16.
- A Sua Maestà Vittorio Emmanuele II, re di Sardegna, ec. ec., ode di G. P. Borghetti. Bastia: Fabiani. 1859. p. 8.
- In Occasione dei sponsali del signor Filippo Marchetti colla signora Felicina Fernandi, ode di G. P. Borghetti. Bastia: Fabiani. 1873. p. 8.
- Giuseppe Garibaldi. Episodio della guerra per l’indipendenza italiana. Livorno: Raffaello Giusti (Edizioni de Il Giornale di politica e di letteratura). 1927. p. 44.
- Pasquale Paoli: Episodio dell’ultima guerra dell’indipendenza corsa (Etude critique de Francesco Guerri). Livorno: Chiappini (Edizioni di „Corsica antica e moderna”). 1938. p. 99.

### Eseje
- „Etude sur la Corse”. L’Aigle Corse, Bastia, Ollagnier, 1867 (Od N ° 39, 15 février 1867).
- „Le Cinq Mai, étude historique sur Napoléon”, L‘Aigle Corse, Bastia, Ollagnier, 1868 (Od 15 maja 1868).
- La Corse et ses détracteurs. Bastia: Ollagnier. 1870. p. 48.
- Le Bonapartisme dévoilé, ou Pages d’Histoire Contemporaine. Bastia. 1878. p. 80.

### Prace niepublikowane
- Souvenirs ou Histoire de deux ans passés en Italie (1833–1835), powieść.
- Poésie varié anacréontique (1834 – 1837).
- Amore, gloria e sventura (Temat pochodzi z historii Korsyki).
- Ubaldo, poema epico (Temat zainspirowany historią Aleria).
- Sampiero Corso, poema eroico.
- Inno di guerra dei corsi.
- (Wiersze w języku włoskim: Le voce interne. Ore perdute. La Musa. Ode a l’amicizia).

Dwa wiersze, artykuł w gazecie i ekstrakty z La Corse et ses détracteurs są zawarte w „Anthologie des écrivains corses” przez Hyacinthe YVIA-Croce, Editions Cyrnos et Méditerranée, Ajaccio, 1987, tom 2 (s. 68–76).

## Inne źródła informacji
- Gherardi, Geniu (2004). Esprit corse et Romantisme. Ajaccio: Albiana. ISBN 978-2-84698-083-8.
- Gherardi, Geniu (June 2009). „L’avenir est en retard… Gian Paolo Borghetti de Tavagna (1816–1897)”. Études corses (Ajaccio: Albiana) (68).
- Vinciguerra, Marie-Jean (2010). Chroniques littéraires: la Corse à la croisée des XIXe et XXe siècles. Ajaccio: Éditions Alain Piazzola. s. 73–76. ISBN 978-2-915410-80-8.
- YVIA-CROCE, Hyacinthe (1987). Anthologie des ecrivains corses. Ajaccio: Editions Cyrnos et Méditerannée.